# Wangchuk Namgyal
Titre
Prétendant au trône du Sikkim
Depuis le 29 janvier 1982
(43 ans, 3 mois et 22 jours)
Wangchuk Tenzing Namgyal, né le 1er avril 1953 à Gangtok, est le second fils de Palden Thondup Namgyal (le dernier Chogyal du Sikkim) et de Samyo Kushoe Sangideki (sa première épouse tibétaine morte en 1957, avant son remariage avec l'américaine Hope Cooke en 1963) et à cet égard prétendant au trône de l'ancien royaume du Sikkim. Il devient héritier du trône à la mort de son frère aîné dans un accident de voiture, le 11 mars 1978, et succède à son père en tant que chef de la dynastie Namgyal, le 29 janvier 1982. Éduqué en Angleterre, son rôle se cantonne, depuis l'annexion du Sikkim par l'Inde, au mois d'avril 1975, aux cérémonies religieuses.
Il devint moine, et fit une retraite de 3 ans, 3 mois et 3 jours sous la supervision de Chatral Rinpoché.
Il convient de ne pas le confondre avec le Roi du Bhoutan voisin, Jigme Khesar Wangchuck, cinquième monarque de la dynastie Wangchuck.